# ビル・ブラック
ビル・ブラック（本名: ウィリアム・パットン・Jr〈William Patton "Bill" Black、Jr.〉、1926年9月17日 - 1965年10月21日）はアメリカのミュージシャン。ベーシスト、バンド・リーダー。1954年からスコティ・ムーア (Gt) と共に初期エルヴィス・プレスリー (Vol) のバッキングを務め、1959年自己のバンド、ビル・ブラック・コンボ結成。1960年 - 63年ビルボード誌「最優秀インストロメンタル グループ」選出。代表曲「スモーキー パート2」「ホワイト・シルバー・サンズ」。

## 生い立ち - 初期のキャリア
1926年9月17日テネシー州メンフィス9人兄弟の長男として生まれる。1939年 (13歳) 父親手製の楽器で演奏を始め、1942年 (16歳) ギタリストとして地元のクラブへ出演。1940年代半ば兵役のためバージニア州へ。1946年従軍中出会ったミュージシャン、エヴリンと結婚、3児をもうける。除隊後メンフィスに戻りファイヤーストーン・タイヤ (ゴム製造会社) で働きながらセミ・アマチュアの音楽活動を行う。1952年ギタリスト、スコティ・ムーアと知り合い意気投合、行動を共にする。ジョニー・バーネット・トリオ結成前のドーシー・バーネットのバッキングを行った。

## 1952年 - スターライト・ラングラーズ
1952年スコティ・ムーアをリーダーとして「スターライト・ラングラーズ」 (Starlight Wranglers) を結成。メンバーはビルの働くファイヤーストーンの同僚が中心となり構成された。
- Millard Yeow (Firestone) - fiddle.
- Tommy Seals - steel guitar.
- Scotty Moore - guitar.
- Bill Black (Firestone) - bass.
- Doug Poindexter (banker) - vocals.
- Clyde Rush (Firestone) - guitar

（注 メンバーは固定ではなく随時入れ替わった。確認されるプレイヤーを記載）
スコティ・ムーアの回想。「私たちはそのころ、メンフィスのホンキートンクにいくつか出演していました。サムから電話をもらって、私はサムに会いにいきました。なんとかこの世界でめをだすにはレコードをつくらないことにはどうにもならない、と考えたからです。私とサムは、親しくなりました。サムは、よろこんで熱心に仕事をする人をさがしていて、私たちは、自分のバンドを彼に寄贈したような感じで働きました。サムは、たしかに私たちのバンドのレコードを出してくれましたからね。五十枚かあるいは百枚ほどプレスしたのでしょう。とにかくそれ以上の枚数は売れませんでした」

## 1954年 - ブルームーン・ボーイズ

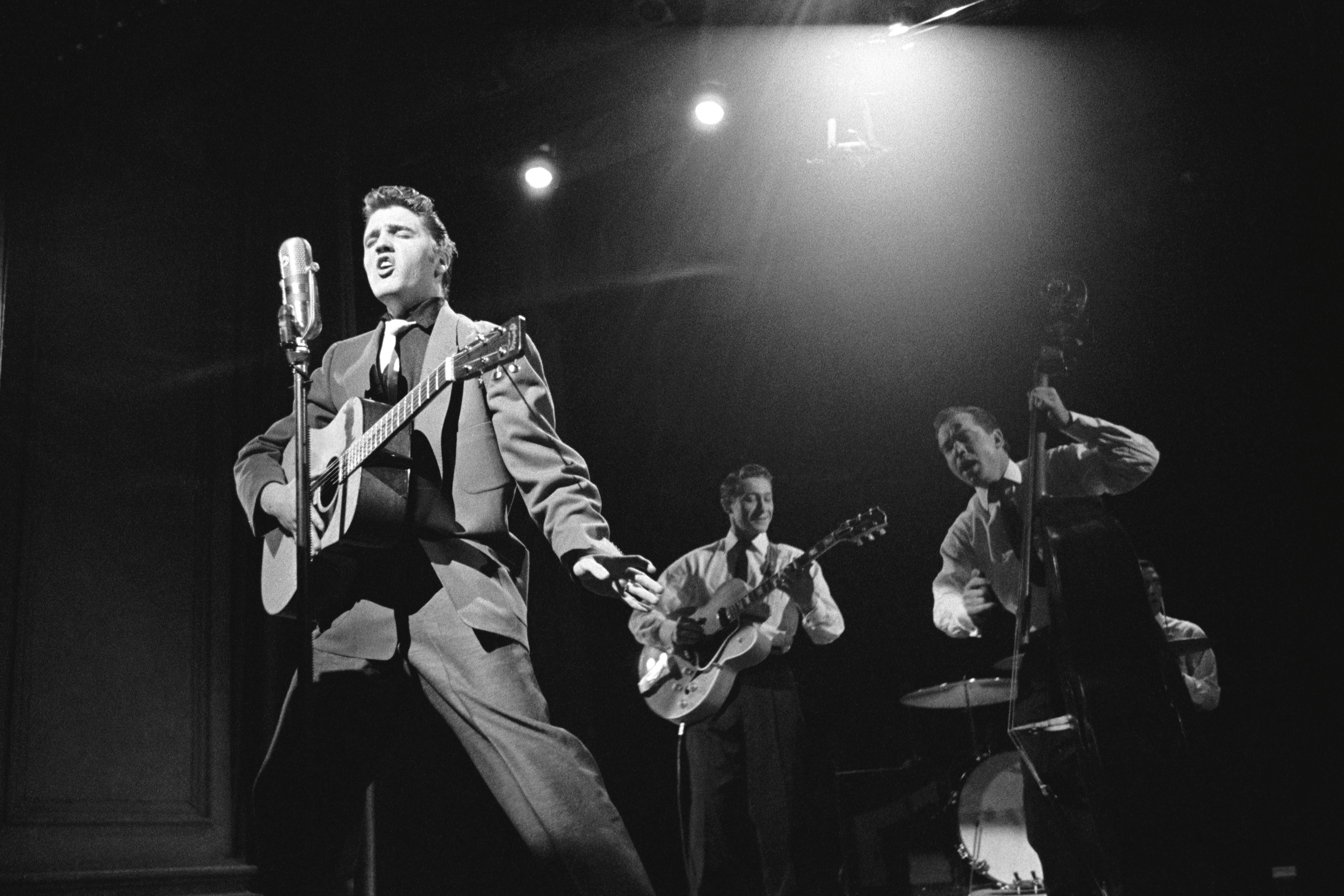
左からElvis Presley、Scotty Moore and Bill Black

1953年夏、メンフィス ユニオン通り706番 メンフィス・レコーディング・サービス
「あら、物乞いかしら？」サン・レコードの女性従業員マリオン・ケイスカー はふらりとスタジオに入って来た意年を訝しげに見た。「彼は長髪でカーキ色の作業服を着ていたました。その頃のユニオン通りは放浪者が多かったのです。」青年は3.98ドルを支払い母親へのプレゼントだと言ってレコードを一枚制作した。ふ、とその歌声に感じ入るところあり彼女はテープレコーダーの録音スイッチを入れ、名前のわきにこう書き添えた。「エルヴィス・プレスリー グッド・バラード・シンガー」。
1954年6月27日 サム・フィリップスはこの未知の素材を試すべくオーディションを行う。あまり事を大げさにしたくないサムはフルバンドは不要と考え、ビルとスコッティの二人だけをスタジオに呼んだ。「初めてエルヴィスの名前を聞いたときは驚きました。SF小説の登場人物かと思ったくらいです。」 (スコティ) 簡単に終わるはずのオーディションは数か月に及び、いつしかレコード制作のリハーサルとなっていた。3人は昼の仕事を終えるとサン・スタジオに集まりセッションを繰り返す。その中から偶発的に生まれた「ザッツ・オールライト・ママ」がA面に決定。プレイバックを聞いたビルとスコティは思わず首をすくめた。「こんなレコードが発売されたら俺たちメンフィスから追い出されるぞ。」
「おなじようなやりかたでB面をつくろうとして、三晩か四晩、つぶしたのです」スコティは言う。「やっと『ブルー・ムーン・オブ・ケンタッキー』でおなじ感じがつかめてうまくいきました。あの歌、この歌といろいろやってみたのですが、どれもテープにはとらずじまいだったと思います。ビルが、とびあがるようにして立ちあがったかと思うと、ベースを相手にふざけはじめて、ビル・モンロー (その曲をつくったブルーグラス・ミュージシャン) を真似してファルセットで『ブルームーン・オブ・ケンタッキー』をうたいはじめたのです。エルビスがギターを叩きはじめ、ついにふたたび、あのリズムがとりもどせたというわけです。」
サムは出来上がったマスターを元にデモディスクを制作、デューイ・フィリップスの元へ持ち込む。デューイは地元メンフィスのラジオ局WHBQで黒人音楽を専門に放送する「レッド・ホット・アンド・ブルー」の人気DJ。人種隔離が根深く残る南部で「白人の歌うブルース」というタブーに抵触する「ザッツ・オールライト・ママ」をオンエアできるのはこの局しか無かったからだ。デューイはこの異質のレコードを気に入り番組内で放送、リスナーの反響を呼んだ。サンはまだ1枚もプレスしていないシングルに5千枚の予約を受ける事になった。
1954年10月16日「ルイジアナ・ヘイライド」出演。同ステージはラジオ局KWKHの主催により1948年から開始されたカントリーショウ。「グランド・オル・オープリー」 (テネシー州ナッシュビル)、「ザ・ビッグD・ジャンボリー」 (テキサス州ダラス) などと並び最高の格付けがされルイジアナ州シュープポート記念講堂からショウの模様をCBS系列190のラジオ局が放送を行った。三人は新人アーティストを紹介するコーナー<「Lucky Strike Guest Time」に出演、デビューシングル2曲を演奏。一年間の出演契約を結ぶ。。
デビューシングルの成功はいくつかの軋轢を生んだ。オーディションのつもりでバックアップしたビルとスコティの二人だが、イーグル・ネストなどのクラブへ「ブルームーン・ボーイズ」の名でエルヴィスと共に出演するに至り、取り残された形のスターライト・ラングラーズの他メンバーから不満が噴出、バンドの解散を余儀なくされた。そしてマネージャー、ボブ・ニールによるギャランティーの分配 (エルヴィス50％、ビルとスコティ共に25％）をさらにエルヴィス偏重にした事による二人の不満と。
1955年11月エルヴィス・プレスリー、RCAヴィクターと契約。当時としては破格の3年間4万ドルの契約だったが、それはあくまでエルヴィス一人であってビルとスコティはロイヤリティ契約から除外されレーベルの記載からも二人の名は消えた。専属ミュージシャンとして録音と公演のサポートは従来通り行ったが、1958年週200ドルのギャランティーを不服としマネージャー、トム・パーカーに賃上げ要求を行うも逆に解雇通告を受ける。

## 1959年 - ビル・ブラック・コンボ

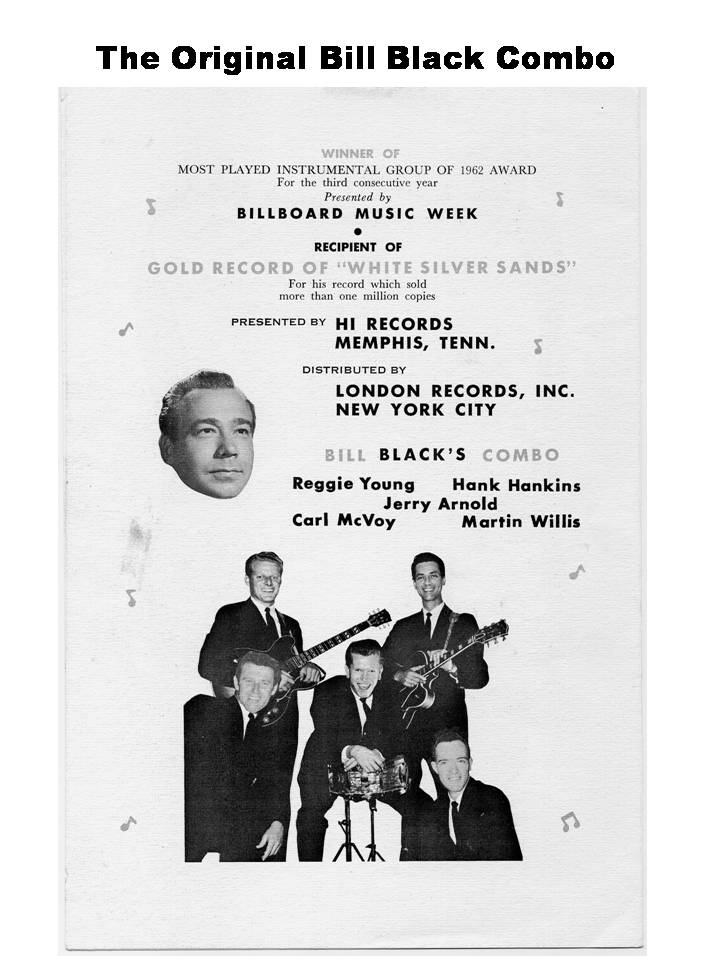
Bill Black Combo Flyer (1962)

1959年ビル・ブラック・コンボ結成。エルヴィスと袖を分かったビルはメンフィスに戻りエース・アプリエンス (エアコン会社) で働きながら新グループ結成の構想を練る。旧知の間柄だった歌手レイ・ハリスからハリス自身が経営陣に名を連ねるハイ・レコードの話を聞きバンドを結成。メンバー内の知名度から「ビル・ブラック・コンボ」と名付けられた。
- Bill Black (Bass)
- Martin Wills (T.sax)
- Reggie Young (E.Gt)
- Jerry Arnold (Drs)

ハイ・レコードは1957年メンフィスで創業したマイナー レーベル。レイ・ハリス (歌手)、ジョー・クオギ (レコード店経営)、ビル・カントレル、クイントン・クランチの4人を経営陣とし、南ローダーデール通りのロイヤル・スタジオを拠点に録音を行っていた。
1959年 「スモーキー パート2」がヒット。10月リリースされたデビューシングルがR&B部門1位、ポップ部門17位となりハイにとっても最初のメジャーヒットとなる。
1960年 「ホワイト・シルヴァー・サンズ」R&B部門1位。バンド最高のヒットとなりゴールド・ディスク受賞。
1961年 映画「Teenage Millionaire (十代の億万長者) 」、TV番組「エド・サリヴァン・ショー」出演。
1962年 メンフィス チェルシー通りにリン・ルー・スタジオをオープン。
1964年 ザ・ビートルズ北米ツアーをサポート。ビートルズ初のアメリカツアーとなる13都市公演のオープニングアクトを務めたが、ビルは前年からの体調不良により演奏旅行には参加出来ずマネージャー兼ベーシストのボブ・タッカーが代行した。
1965年10月21日 脳腫瘍により死去。メンフィス フォレスト・ヒル墓地に埋葬される。エルヴィスは混乱を避けるため葬儀を欠席、遺族と私的に対面している。
未亡人によりバンド名「ビル・ブラック・コンボ」の使用を許可されたメンバーはバンドを継続、サウンドをカントリー音楽に変化させ、1976年「ビルボード・カントリー・インストロメンタル・グループ・オブ・ザ・イヤー」を受賞する。
2009年4月4日 ビル・ブラック、ロックンロール殿堂入り。

## エピソード

### 家族
ブラック家は1942年からメンフィス、ローダーデール (Lauderdale Courts housing project) に居住、父ウィリアムはメンフィス・ストリート鉄道の運転手。母ルディは近隣に住むプレスリー家のグラディス (注 Elvis Presleyの母) とは親しい間柄だった。弟のジョニー・ブラックはベーシスト。1956年ジョニー・バーネット・トリオのバーネット兄弟が一時ケンカ別れした際ドーシーの代行としてグループに参加、映画「ロック・ロック・ロック」に出演。娘ナンシー・ショックリーは2007年、父ビル・ブラック使用ベースの現在の所有者ポール・マッカートニーと対面している。

### 使用楽器
スターライト・ラングラーズ時代 (1952 - 54) ではコンサート・シェイプ (メーカー不明) を使用。1954年10月メンフィスの楽器店「O.K. Houck Piano Co.」従業員シド・ラップワースからケイ社製マエストロM-1を120ドルで購入。スクロール・ヘッド (ヘッドの渦巻き状の飾り) を持ちクルーソン製チューナー・ペグを装備したこのベースにビルはボディのエッジに保護するための白いテープを貼り演奏した。ボディフィニッシュは1956年後半から57年初めの間にブラウンからゴールドに塗装された。1962年マイク・リーチに売却された後1979年リンダ・マッカートニー の代理人バディ・キレンを通じ、リンダから夫ポール・マッカートニーへプレゼントされる。ポールはライブやレーコーディング「Free As A Bird」「Real Love」 でこのＭ-1を使用。1957年ウッド・ベースからフェンダー社製エレクトリック・ベース、プレジョン・ベースに持ち替える。2010年オリジナルケース付きの状態でオークション出品され1万157.5ドルで落札された。

## ディスコグラフィー
| シングル |                                                        |          |          |             |        |            |            |
| No       | タイトル                                               | レーベル | 規格番号 | リリース    | 順位   | 順位 (R&B) | 順位 (C&W) |
| 1        | Smokie - Part 1/ Smokie - Part 2                       | Hi       | 45-2018  | Oct 1959    | 17     | 1          |            |
| 2        | White Silver Sands /The Wheel                          |          | 45-2012  | Feb 1960    | 9      | 1          |            |
| 3        | Josephine /Dry Bones                                   |          | 45-2022  | May 1960    | 18     |            |            |
| 4        | Tuxedo Junction /Crankcase                             |          | 2025-V   | Jul 1960    |        |            |            |
| 5        | Don't Be Cruel / Rollin'                               |          | 2025     | Aug 1960    | 11     | 9          |            |
| 6        | Blue Tango /Willie                                     |          | 2027     | Nov 1960    | 16     |            |            |
| 7        | Hearts Of Stone /Royal Blue                            |          | 45-2028  | Feb 1961    | 20     | 22         |            |
| 8        | Ole Buttermilk Sky /Yogi                               |          | 45-2036  | May 1961    | 25     |            |            |
| 9        | Movin' /Honky Train                                    |          | 45-2038  | Aug 1961    | 41     |            |            |
| 10       | Twist-Her /My Girl Josephine                           |          | 45-2042  | Nov 1961    | 26     |            |            |
| 11       | Twistin' White Silver Sands /My Babe                   |          | 45-2052  | Apr 1962    | 92     |            |            |
| 12       | So What /Blues For The Red Boy                         |          | 45-2055  | Jul 1962    | 78     |            |            |
| 13       | Joey's Song /Hot Taco                                  |          | 45-2059  | Nov 1962    | 114    |            |            |
| 14       | Do It - Rat Now / Little Jasper                        |          | 45-2064  | Mar 1963    | 51     |            |            |
| 15       | Monkey-Shine / Long Gone                               |          | 45-2069  | Aug 1963    | 47     |            |            |
| 16       | Comin' On /Soft Winds                                  |          | 45-2072  | Jan 1964    | 67     |            |            |
| 17       | Tequila / Raunchy                                      |          | 45-2077  | Apr 1964    | 91/118 |            |            |
| 18       | Little Queenie / Boo-Ray                               |          | 45-2079  | Aug 1964    | 73     |            |            |
| 19       | He'll Have To Go / Come On Home                        |          | 45-2085  | Jan 1965    | 124    |            |            |
| 20       | Spootin' / Crazy Feel                                  |          | 45-2094  | Jul 1965    | 135    |            |            |
| 21       | Hey, Good Lookin' /: Mountain Of Love                  |          | 45-2106  | May 1966    | 124    |            |            |
| 22       | Rambler / You Call Everybody Darling                   |          | 45-2115  | Dec 1966    |        |            |            |
| 23       | Son Of Smokie / Peg Leg                                |          | 45-2124  | Apr 1967    |        |            |            |
| 24       | Turn On Your Love Light /Ribbon Of Darkness            |          | 45-2245  | May 1968    | 82     |            |            |
| 25       | Bright Lights, Big City /Red Light                     |          | HI 2153  | Nov 1968    |        |            |            |
| 26       | But It's Alright/Slow Action                           | Columbia | 4-44867  | 6 May 1969  |        |            |            |
| 27       | California Dreamin'/The Funky Train                    |          | 4-44983  | 30 Sep 1969 |        |            |            |
| 28       | Creepin' Around/Son Of Hickory Holler's Tramp          | Hi       | 45-2168  | Oct 1969    |        |            |            |
| 29       | Keep The Customer Satisfied/One Five One Eight Chelsea | Columbia | 4-45162  | 5 May 1970  |        |            |            |
| 30       | No More/Closin' Time                                   | Hi       | 45-2185  | Jan 1971    |        |            |            |
| 31       | Rings/Cotton Carnival                                  | Mega     | 615-0036 | Jul 1971    |        |            |            |
| 32       | Daylite/Four A. M.                                     | Hi       | 45-2208  | Feb 1972    |        |            |            |
| 33       | Harlem Nocturne/Sassy Pants                            | Mega     | 615-0070 | Apr 1972    |        |            |            |
| 34       | Bluff City Cookin'/ Night Train                        | Mega     | 615-0086 | Aug 1972    |        |            |            |
| 35       | Smokey Bourbon Street/Mighty Fine                      | Hi       | 45-2234  | Feb 1973    |        |            |            |
| 36       | Satin Sheets/ Memphis Shuffle                          | Mega     | 615-0117 | Sep 1973    |        |            |            |
| 37       | Oh Happy Day/ Listen To The Music                      |          | MR-207   | Apr 1974    |        |            |            |
| 38       | Soul Serenade/ Memphis Pickin'                         | Hi       | 5N-2277  | Oct 1974    |        |            |            |
| 39       | Boilin' Cabbage/Truck Stop                             |          | 5N-2283  | Feb 1975    |        |            | 29         |
| 40       | Back Up And Push /Almost Persuaded                     |          | 5N-2291  | Aug 1975    |        |            | 84         |
| 41       | Fire On The Bayou/Memphis Stroll                       |          | 5N-2301  | Jan 1976    |        |            | 57         |
| 42       | Jump Back Joe Joe/ I Can Help                          |          | 5N-2311  | Jul 1976    |        |            | 100        |
| 43       | Redneck Rock/Yakety Sax                                |          | 5N-2317  | Sep 1976    |        |            | 89         |
| 44       | Cashin' In (A Tribute To Luther Perkins)/L.A. Blues    |          | 78-508   | 1978        |        |            | 96         |